# Справжній геній
«Справжній геній» — науково-фантастична кінокомедія про двох студентів, які працювали над створенням потужного лазера та не знали, що його будуть використовувати в військових цілях.

## Сюжет
Один із агентів ЦРУ засуджує проект космічного корабля з високоточним озброєнням після того як розуміє, що він призначений виключно для незаконних вбивств. Інші обговорюють його усунення. Для повноцінної роботи зброї необхідно розробити лазер великої потужності. Професор університету Джеррі Гетевей вже почав таємно розробляти його та щоб не займатися цим самостійно він доручив це двом здібним студентам Крісу та Мітчу, а гроші виділені на проект йдуть на ремонт власного будинку науковця. Нереальні терміни виконання завдання ставлять під сумнів здійснення підступного плану Гетевея.

## У ролях
| Актор            | Роль            |
| ---------------- | --------------- |
| Вел Кілмер       | Кріс Найт       |
| Габріель Джаррет | Мітч Тейлор     |
| Мішель Мейнрінк  | Джордан Кокран  |
| Вільям Атертон   | Джеррі Гетевей  |
| Роберт Прескотт  | Кент            |
| Джон Гріз        | Лазло Голліфелд |
| Ед Лотер         | Девід Декер     |
| Дін Девлін       | Мілтон          |

## Створення

### Виробництво
Зйомки фільму проходили в Каліфорнії, США.

### Знімальна група
- Кінорежисер — Марта Кулідж
- Сценаристи — Пет Профт, ПіДжей Тороквей, Ніл Ізраел
- Кінопродюсер — Браян Грейзер
- Композитор — Томас Ньюман
- Кінооператор — Вілмош Жигмонд
- Кіномонтаж — Річард Чу
- Художник-постановник — Жосан Ф. Руссо
- Артдиректори — Джек Дж. Тейлор мол.
- Художник-декоратор — Філ Абрамсон
- Художник по костюмах — Марла Деніз Шлом
- Підбір акторів — Джанет Гершенсон, Джейн Дженкінс[2].

## Сприйняття

### Критика
Фільм отримав позитивні відгуки. На сайті Rotten Tomatoes оцінка стрічки становить 75 % на основі 24 відгуків від критиків (середня оцінка 6,6/10) і 83 % від глядачів із середньою оцінкою 3,5/5 (34 680 голосів). Фільму зарахований «стиглий помідор» від кінокритиків та «розсипаний попкорн» від глядачів, Internet Movie Database — 7,0/10 (25 644 голосів).

### Номінації та нагороди
| Нагороди та номінації фільму «Справжній геній» | Нагороди та номінації фільму «Справжній геній» | Нагороди та номінації фільму «Справжній геній» | Нагороди та номінації фільму «Справжній геній» | Нагороди та номінації фільму «Справжній геній» | Нагороди та номінації фільму «Справжній геній» |
| Рік                                            | Кінофестиваль/кінопремія                       | Категорія/нагорода                             | Номінант                                       | Результат                                      |                                                |
| ---------------------------------------------- | ---------------------------------------------- | ---------------------------------------------- | ---------------------------------------------- | ---------------------------------------------- | ---------------------------------------------- |
| 1986                                           | Кінофестиваль у Парижі                         | Найкращий актор                                | Габріель Джаррет                               | Перемога                                       |                                                |
| 1986                                           | Кінофестиваль у Парижі                         | Гран-прі                                       | Марта Кулідж                                   | Перемога                                       |                                                |
| 1986                                           | «Молодий актор»                                | Неперевершена гра молодого актора у кінофільмі | Габріель Джаррет                               | Номінація                                      |                                                |
| 1986                                           | «Молодий актор»                                | Найкраща сімейна стріча — комедія або мюзикл   | «Справжній геній»                              | Номінація                                      |                                                |